# Arturo Parisi
Arturo Mario Luigi Parisi (San Mango Piemonte, 13 settembre 1940) è un politico italiano, ministro della difesa dal 17 maggio 2006 all'8 maggio 2008 nel secondo governo Prodi.
Ha inoltre ricoperto il ruolo di sottosegretario di Stato alla Presidenza del Consiglio dei ministri con delega all'Informazione e all'Editoria dal 17 maggio 1996 al 9 ottobre 1998 nel primo governo Prodi.

## Biografia
Nato a San Mango Piemonte, in provincia di Salerno, la famiglia si trasferisce stabilmente a Sassari in Sardegna, subito dopo la sua nascita, per il lavoro del padre, ispettore forestale, che muore in seguito a ferite riportate in servizio poco dopo la fine della seconda guerra mondiale. Arturo Parisi cresce e studia a Sassari, ma nel 1955 si trasferisce nella sua regione di provenienza per frequentare gli ultimi 3 anni di liceo classico presso la Scuola Militare Nunziatella di Napoli, fondata dal suo antenato Giuseppe Parisi, originario di Moliterno, in provincia di Potenza. Di nuovo a Sassari dal 1958 per l'università, si laurea in giurisprudenza, avendo Francesco Cossiga come professore di diritto costituzionale.
Dal 1963 al 1968, viaggiando tra Roma e Sassari, è dirigente di Azione Cattolica, allora presieduta da Vittorio Bachelet, ricoprendo le cariche prima di segretario, poi di vicepresidente nazionale dei giovani e infine di membro del comitato direttivo della Federazione internazionale della gioventù cattolica.
Dopo aver incominciato la carriera universitaria in qualità di assistente di Statistica a Sassari, nel 1968 lascia la Sardegna e, dopo aver insegnato a Parma e a Firenze, dal 1971 si trasferisce a Bologna, diventando negli anni ottanta ordinario della cattedra di sociologia dei fenomeni politici.
Dalla fine degli anni ottanta e per oltre dieci anni è direttore dell'Istituto Cattaneo; è vicepresidente dell'associazione "Il Mulino" e direttore della rivista omonima. Negli stessi anni è presidente della Società italiana degli Studi elettorali, prende parte al comitato di esperti per il programma di governo 1987-1988 e nel 1987 è membro della Commissione stragi.
Insieme con Mario Segni è, nella prima metà degli anni novanta, uno dei promotori del Movimento per le riforme istituzionali. Dal 1995, diviene sostenitore e consigliere politico di Romano Prodi, conosciuto all'associazione "Il Mulino" e all'Università di Bologna, e contribuisce a fondare i Comitati Prodi.
Dopo la vittoria elettorale della coalizione di centro-sinistra L'Ulivo di Prodi alle elezioni politiche del 1996, e il successivo incarico di formare un esecutivo presieduto da Prodi stesso, assume la carica di Sottosegretario alla Presidenza del Consiglio con delega all'Informazione e all'Editoria nel Governo Prodi I.
A febbraio 1999 fonda, assieme a Prodi, I Democratici, nato dalla fusione del Movimento per l'Ulivo, movimento Centocittà dei sindaci ulivisti, Italia dei Valori di Antonio Di Pietro, La Rete di Leoluca Orlando e Unione Democratica di Antonio Maccanico.
Il 16 settembre del 1999 viene eletto deputato alle suppletive per il collegio di Bologna-Mazzini, seggio lasciato vacante da Prodi per diventare Presidente della Commissione europea. Inoltre pochi mesi dopo lo succede come presidente de I Democratici.
Nel 2002 è tra i fondatori del partito politico Democrazia è Libertà - La Margherita, dove nel 2004 diventa all'unanimità Presidente dell'Assemblea federale. È stato tra i principali promotori delle elezioni primarie in Italia e ne ha deciso il regolamento, a partire da quelle per la Puglia nel 2005.
Dopo essere stato rieletto deputato alle elezioni politiche del 2006, il 17 maggio 2006 diventa ministro della difesa del secondo governo Prodi, carica che mantiene fino alla fine dell'esecutivo, il 7 maggio 2008. In questa veste si è occupato del ritiro delle truppe italiane dislocate in Iraq, avvenuto il 2 dicembre 2006, nonché della sottoscrizione del Trattato di Velsen per la creazione dell'Eurogendfor, 18 ottobre 2007.
Dal 23 maggio 2007 è stato uno dei 45 membri del Comitato nazionale per il Partito Democratico, che riunisce i leader delle componenti del partito.
In seguito alle dimissioni del segretario del PD Walter Veltroni (nei confronti del quale era stato più volte critico) a fronte dell'esito negativo delle regionali in Sardegna, si è candidato a segretario del Partito, con lo scopo di indire in tempi brevi un congresso, che avesse lo scopo di rivitalizzare il PD in difficoltà, creando una vera e nuova cultura democratica. È stato sconfitto dal vicesegretario di Veltroni Dario Franceschini, che ha però sostenuto alle successive primarie del PD nel 2009.